# Alchemilla tiryalensis
Alchemilla tiryalensis é uma espécie de rosácea do gênero Alchemilla, pertencente à família Rosaceae.